# Lancaster Mill
Lancaster Mill és una concentració de població designada pel cens dels Estats Units a l'estat de Carolina del Sud. Segons el cens del 2000 tenia 2.109 habitants.

## Demografia
Segons el cens del 2000, Lancaster Mill tenia 2.109 habitants, 854 habitatges i 528 famílies. La densitat de població era de 641,2 habitants/km².
Dels 854 habitatges en un 34,7% hi vivien nens de menys de 18 anys, en un 25,9% hi vivien parelles casades, en un 30,3% dones solteres, i en un 38,1% no eren unitats familiars. En el 32,7% dels habitatges hi vivien persones soles el 9,5% de les quals corresponia a persones de 65 anys o més que vivien soles. El nombre mitjà de persones vivint en cada habitatge era de 2,47 i el nombre mitjà de persones que vivien en cada família era de 3,16.
Per edats la població es repartia de la següent manera: un 31,9% tenia menys de 18 anys, un 12,1% entre 18 i 24, un 26,8% entre 25 i 44, un 19,7% de 45 a 60 i un 9,5% 65 anys o més.
L'edat mediana era de 29 anys. Per cada 100 dones de 18 o més anys hi havia 84,2 homes.
La renda mediana per habitatge era de 19.555 $ i la renda mediana per família de 20.656 $. Els homes tenien una renda mediana de 22.674 $ mentre que les dones 18.160 $. La renda per capita de la població era de 10.896 $. Entorn del 31% de les famílies i el 32,1% de la població estaven per davall del llindar de pobresa.

## Poblacions més properes
El següent diagrama mostra les poblacions més properes.